# همای اوج سعادت به دام ما افتد
غزلی با مطلع «همای اوج سعادت به دام ما افتد» غزل شمارهٔ ۱۱۴ از دیوانِ حافظ در تصحیحِ محمد قزوینی و قاسم غنی است.

## در اجراها
ایرج در برنامهٔ شمارهٔ ۵۵ از مجموعهٔ گل‌های تازه این غزل را در آوازِ ابوعطا اجرا کرده‌است.
همایون شجریان نیز این غزل را به اجرا درآورده‌است.